# Ranatra fusca
Ranatra fusca är en insektsart som beskrevs av Palisot 1820. Ranatra fusca ingår i släktet Ranatra och familjen vattenskorpioner.

## Underarter
Arten delas in i följande underarter:
- R. f. fusca
- R. f. edentula